# Annarita
Az Annarita női név az Anna és a Rita nevek összevonásából keletkezett.

## Rokon nevek
Anna, Rita

## Gyakorisága
Az újszülötteknek adott nevek körében az 1990-es években szórványos volt. A 2000-es és a 2010-es években sem szerepelt a 100 leggyakrabban adott női név között.
A teljes népességre vonatkozóan az Annarita sem a 2000-es, sem a 2010-es években nem szerepelt a 100 leggyakrabban viselt női név között.

## Névnapok
június 9.

## Híres Annariták
- Annarita Sidoti olasz gyalogló